# أي دمعة حزن لا (أغنية)
تُعد أغنية أي دمعة حزن لا إحدى أبرز وأطول الأغاني في مسيرة الفنان المصري الراحل عبد الحليم حافظ، وتصنف ضمن أيقونات الموسيقى العربية الكلاسيكية في القرن العشرين. صدرت الأغنية في عام 1974، وهي نتاج تعاون فني بين قامات الطرب العربي: كلمات الشاعر محمد حمزة وألحان الموسيقار بليغ حمدي، اللذين شكّلا ثنائيًا إبداعيًا مميزًا مع عبد الحليم حافظ.
اشتهرت الأغنية بمدتها الطويلة في الأداءات الحية، حيث كانت تمتد لأكثر من ساعة، لتصل في بعض الحفلات إلى حوالي 70 دقيقة متواصلة. يُشار إلى أن الأغنية كانت بمثابة وصية كتبها الشاعر محمد حمزة في فترة مبكرة من حياته الفنية، وقد أبلغها على لسان العندليب الأسمر رفيق دربه.
جاءت الأغنية في مراحل متأخرة من حياة عبد الحليم حافظ، التي اتسمت بصراعه المستمر مع المرض. كان الإصدار الرسمي الأول للأغنية كان كألبوم فينيل (LP) في عام 1974، عن طريق شركة «صوت الفن» في مصر، تحت رقم الكتالوج GSTP 34. على الرغم من أن بعض المنصات الرقمية مثل أبل ميوزك تشير إلى تاريخ إصدار 1973، فإن قواعد البيانات الموسيقية الموثوقة تؤكد عام 1974 كعام الإصدار الرسمي. أول أداء حي موثق للأغنية كان في حفل بيسين عالية بلبنان بتاريخ 15 أغسطس 1974.

## تاريخ الإنتاج

### دور الملك الحسن الثاني ومرض عبد الحليم حافظ

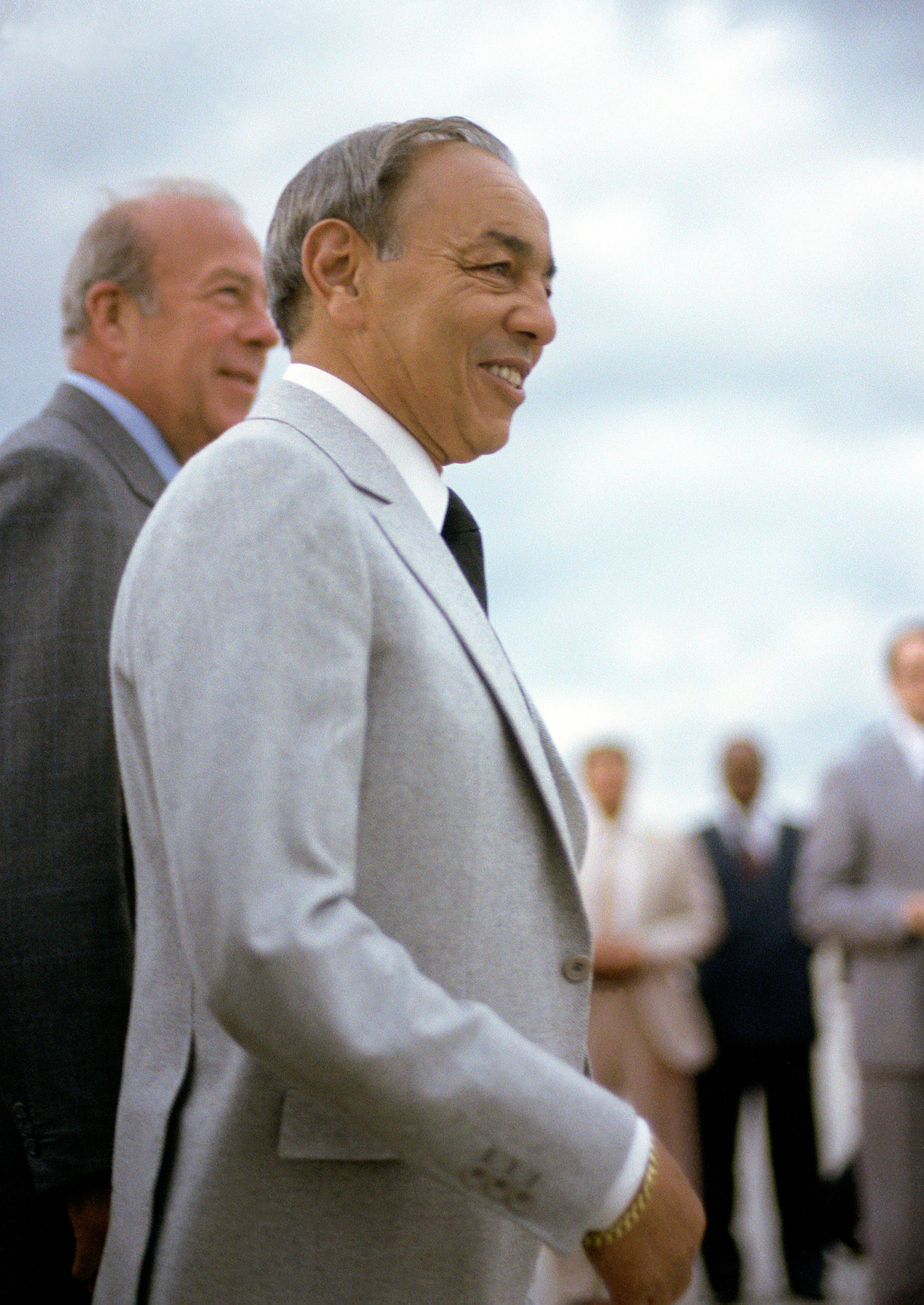
الملك حسن الثاني

تعود الشرارة الأولى لأغنية «أي دمعة حزن لا» إلى لقاء مؤثر جمع عبد الحليم حافظ بالملك الحسن الثاني ملك المغرب. كان عبد الحليم حافظ يعاني في تلك الفترة من تدهور ملحوظ في حالته الصحية، وقد لاحظ الملك الحسن الثاني علامات الحزن بادية في عينيه. كان توجيه الملك واضحاً ومؤثراً، حيث قال لعبد الحليم: «لا نريد أن نحزن، لا نريد دموعًا، وأنت باقٍ بيننا بإذن الله، ولهذا لا نريد أن تبكي، سوف تعود لفنك الذي تسعد به الملايين، ولن نذرف دمعة حزن عليك يا حليم». كانت هذه الكلمات الملهمة بمثابة نقطة الانطلاق لكتابة الأغنية.
وفي ظروف استثنائية كتب الشاعر محمد حمزة مطلع الأغنية أثناء تواجده في طائرة الملك الحسن الثاني، خلال رحلة من الرباط إلى الدار البيضاء. كانت هذه الرحلة مخصصة لاستقبال الموسيقار بليغ حمدي وإعادته إلى الرباط. جلس حمزة على كرسي الملك في الطائرة، وفي لحظة من النشوة الإبداعية، صاح معبراً عن دهشته وسعادته: «فينك يا أمي تشوفى ابنك». يُذكر أن المذهب (المقطع الأول) من الأغنية قد اكتمل كتابته قبل هبوط الطائرة.
عند وصول بليغ حمدي، قرأ عليه محمد حمزة مطلع الأغنية. أُعجب بليغ بالكلمات على الفور وتناول العود ليبدأ في تلحينها. في رحلة العودة من الدار البيضاء إلى الرباط، كان بليغ حمدي قد انتهى من تلحين المذهب كاملاً. تشير بعض المصادر إلى أن الكلمات الأولية التي كانت تُفكر فيها للأغنية كانت «أي غيرة كتير لا»، ولكنها تطورت لاحقًا لتصبح «أي دمعة حزن لا لا لا لا.. أي جرح في قلب لا لا لا لا.. أي لحظة حيرة لا لا لا لا.. حتى نار الغيرة لا لا لا لا».

## الكلمات والموضوعات
تتمحور كلمات الأغنية حول رفض قاطع للحزن، اليأس، الشك، وحتى الغيرة، مع التأكيد على قيم الأمل، الفرح، والحب كركائز للحياة. المطلع المتكرر، الذي أصبح لازمة شهيرة،
يضع نبرة إيجابية قوية ورافضة للسلبية من البداية. تتضمن الأغنية مقاطع تعبر عن العيش في عالم من الأحلام والكلام الجميل، مع نفي أي شعور بالندم أو الخوف من المستقبل، حيث تقول الكلمات:
تتحدث الكلمات عن قوة الحب في إحياء الروح وتجديد الشباب، كما يظهر في قولها: «ولما دق الحب بابنا.. الربيع نور شبابنا». كما تتضمن الأغنية مقاطع تتعلق بالنسيان وتجاوز التجارب المؤلمة الماضية، مثل «وقدرت يا زمان في رحلة النسيان، انسى اللي كان وارتاح وابعد عن الأحزان».
تتميز الأغنية ببنية شعرية متكررة في لازمتها ومقاطعها الرئيسية، مما يساهم في ترسيخ رسالتها الإيجابية في ذهن المستمع. استخدام التكرار والنفي القاطع (مثل «لا لا لا لا») يعزز من قوة الرسالة وتأثيرها العاطفي.

## التحليل الموسيقي

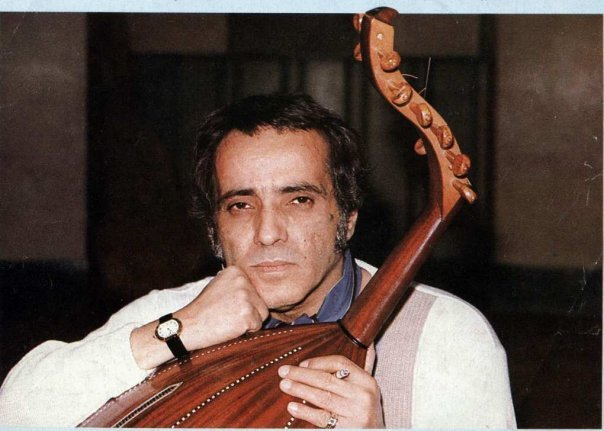
الملحن بليغ حمدي

### المقامات الموسيقية المستخدمة
يُذكر أن أغنية «أي دمعة حزن» تبدأ على مقام الهزام، ويُشار أيضاً إلى استخدام مقام الراست في المقدمة وفي التحولات اللحنية المختلفة، يظهر كذلك مقام النهاوند، الذي يضيف تنوعاً عاطفياً ولحنياً للأغنية، كما يُلاحظ وجود مقام الشوري على العشيران في بعض الأجزاء. إن الإشارة الصريحة إلى استخدام مقامات متعددة (الهزام، الراست، النهاوند، الشوري على العشيران) ضمن تأليف واحد طويل لبليغ حمدي مؤشر واضح على إتقانه العميق لنظرية الموسيقى العربية الكلاسيكية وأسلوبه المبتكر في التلحين. هذا التعقيد هو سمة مميزة لعبقرية بليغ حمدي، وغالباً ما أدى إلى تلقيبه بـ «بيتهوفن الشرق».

### الآلات الموسيقية البارزة في التوزيع
يُعد العود آلة أساسية في التلحين الأولي للأغنية، حيث تناوله بليغ حمدي فور سماعه للكلمات لتبدأ عملية الإبداع اللحني. يُذكر استخدام آلة الكمان المتوسط، مما يشير إلى وجود عناصر أوركسترالية غربية في التوزيع الموسيقي، وهو ما كان يمثل إضافة جديدة في تلك الفترة. تُشير التحليلات الموسيقية إلى استخدام آلات أخرى مثل الأورج والناي.

### التركيب اللحني والإيقاعي
يُعتبر لحن الأغنية من أصعب أغاني عبد الحليم حافظ، ويتطلب قدرات صوتية وموسيقية عالية لأدائه. يُذكر أن بليغ حمدي استخدم نبضات جميلة في بداية اللحن، مما يمهد للأغنية بطريقة مميزة وجذابة ويخلق توتراً وتوقعاً لدى المستمع. يوصف الإيقاع في بعض الأجزاء بأنه رباعي مقسوم سريع، ما يضيف حيوية وديناميكية للأداء ويساهم في دفع الأغنية إلى الأمام بحماس. يُلاحظ في التحليلات الموسيقية التركيز على درجات معينة في المقامات، مثل الركوز على درجة السي في مقام السيكا.

## الأداءات الحية

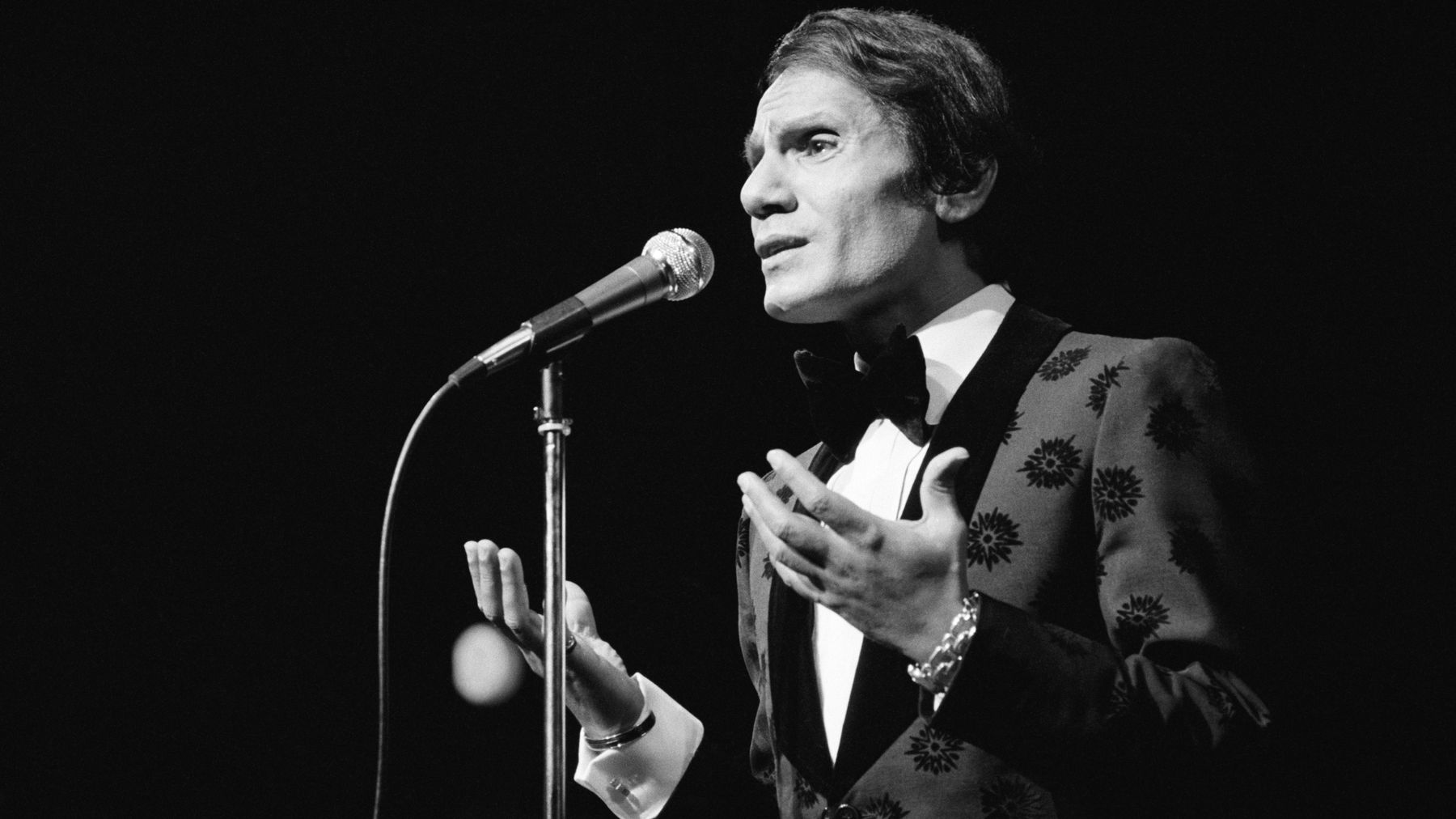
عبد الحليم يغنّي في باريس، 1974

كانت الأغنية جزءاً أساسياً من حفلات عبد الحليم حافظ الغنائية، حيث أداها في مناسبات عديدة وحققت تفاعلاً جماهيرياً كبيراً. من الحفلات البارزة الموثقة التي أُديت فيها الأغنية:
- حفل جامعة القاهرة في 30 يونيو 1974.[12]
- حفل بيسين عالية بلبنان في 15 أغسطس 1974، والذي يُعرف بتسجيله بجودة عالية.

- حفلة قصر المؤتمرات في باريس، فرنسا، بتاريخ 17 سبتمبر 1974.

## في الثقافة والإعلام
اٌقتُبِس مقطع من الأغنية لحنياً في أغنية أخرى من ألحان بليغ حمدي، وهي أغنية «ولاد الحلال» التي غنتها وردة الجزائرية. هذا التداخل اللحني يدل على أن لحن الأغنية أصبح أيقونياً ومعروفاً بذاته. تُستخدم الأغنية أكرمز للتفاؤل والنهوض في سياقات أدبية وثقافية مختلفة. كما ظهرت الأغنية في العديد من الأفلام القديمة منها فيلم «ممنوع في ليلة الدخلة» (1975) لعادل إمام وسهير رمزي. كما يوجد مسلسل درامي اجتماعي يحمل عنوان «أي دمعة حزن لا»، من تأليف وإخراج أحمد الفردان ومحمد القفاص، وقد عُرض لأول مرة في 3 ديسمبر 2013. من المهم التأكيد على أن هذا المسلسل هو عمل درامي مستقل مستوحى من عنوان الأغنية، ولا يروي قصة الأغنية نفسها أو سيرة حياة عبد الحليم حافظ.
على الرغم من ارتباط الأغنية الوثيق بعبد الحليم حافظ، إلا أن العديد من الفنانين الآخرين قاموا بأداء أجزاء منها أو غنائها في مناسبات مختلفة، مما يؤكد على خلودها وقدرتها على جذب أجيال جديدة من المطربين. من الأمثلة المذكورة: جورج وسوف، ووردة الجزائرية، وفضل شاكر، وذكرى، وعاصي الحلاني، وهالة مالكي، وأحمد عفت كما أيضاً غناها محمد عدلي في برنامج «ذا فويس»، ومحمد حسن في «أراب آيدول».  